# Morita Ajumi
Morita Ajumi (森田 あゆみ; Hepburn: Ayumi Morita) (Óta, 1990. március 11. –) japán teniszezőnő, olimpikon.
2005-ben kezdte profi pályafutását, melynek során nyolc egyéni és három páros ITF-tornát nyert meg. Legjobb egyéni világranglista-helyezése egyéniben a negyvenedik volt, ezt 2011 októberében érte el, míg párosban a 65. helyig jutott 2009. február 9-én.

## Pályafutása
1990. március 11-én született Óta városában. Hétévesen kezdett el teniszezni. A jobbkezes japán játékos a legtöbb női teniszezőhöz hasonlóan két kézzel üti a fonákot, de ő a tenyerest is. A junioroknál 2003 őszén mutatkozott be Hjógóban. Ezen a versenyen szabadkártyával indult el, ám az első fordulóban vereséget szenvedett honfitársától Szuzuki Riétől, a páros versenyt azonban megnyerte. A következő héten szintén Hjógóban lépett pályára, és a szervezőktől erre a versenyre is megkapta a szabadkártyát. Itt azonban 13 évesen megnyerte élete első egyéni nemzetközi junior versenyét.
Junior korában egyszer tudta elhódítani az ázsiai teniszbajnokságot, 2006-ban. Legjobb eredménye a junior Grand Slam-tornákon az elődöntő, ezt 2005-ben a Roland Garroson érte el, ahol a román Ioana Raluca Olarutól szenvedett vereséget. 2006-ban az Australian Openen a negyeddöntőben esett ki, ahol a későbbi felnőtt világelső Caroline Wozniacki állította meg. A felnőttek között a legjobb eredménye a Grand Slam-tornákon egyéniben a 3. kör, amelyet a 2011-es, valamint a 2013-as Australian Openen ért el. Párosban ugyancsak a 3. körig jutott 2011-ben Wimbledonban, valamint a 2012-es Australian Openen.
A felnőttek között 2004-ben mutatkozott be egy Japánban rendezett salakos ITF-tornán. Ezen a Szutamában rendezett versenyen az akkor még csak 14 éves Morita az első körben kiesett. Az első felnőtt ITF-torna döntőjébe 2005-ben jutott el Fukuokában, de a tornagyőzelmet nem sikerült megszereznie a tajvani Csan Jung-zsan ellen. Élete első tornagyőzelmét a felnőttek között Tokacsiban szerezte 2006. augusztus 6-án.
Japán színeiben vett részt a 2008-as pekingi olimpia egyéni és páros versenyén.
2007–2015 között 37 alkalommal szerepelt Japán Fed-kupa-válogatottjában, eredménye 23–14.

## WTA 125K-döntői

### Egyéni

#### Elveszített döntői (1)
| No. | Dátum             | Helyszín                      | Borítás | Ellenfél a döntőben | Eredmény a döntőben |
| 1.  | 2013. november 3. | Nanjing Ladies Open , Nanking | Kemény  | Csang Suaj          | 4–6, feladta        |

## WTA-döntői

### Páros

#### Elveszített döntői (2)
| No. | Dátum             | Helyszín                                       | Borítás | Partner          | Ellenfél a döntőben    | Eredmény a döntőben |
| 1.  | 2007. október 14. | PTT Bangkok Open, Bangkok                      | Kemény  | Namigata Dzsunri | Szun Tien-tien Jen Ce  | visszaléptek        |
| 2.  | 2008. október 5.  | Rakuten Japan Open Tennis Championships, Tokió | Kemény  | Nakamura Aiko    | J. Craybas M. Eraković | 6–4, 5–7, [6–10]    |

## ITF-tornagyőzelmei

### Egyéni (8)
|    | Dátum                | Torna          | Borítás | Ellenfél a döntőben | Döntő eredménye  |
| 1. | 2006. augusztus 6.   | Tokacsi, Japán | Szőnyeg | Takao Erika         | 6–3, 4–6, 7–6(6) |
| 2. | 2006. szeptember 30. | Tokió, Japán   | Kemény  | Csan Jung-zsan      | 3–6, 6–3, 6–4    |
| 3. | 2007. július 22.     | Kurume, Japán  | Szőnyeg | Takao Erika         | 6–1 3–1 feladta  |
| 4. | 2008. november 2.    | Tokió, Japán   | Kemény  | Jarmila Gajdošová   | 6–2, 2–6, 6–3    |
| 5. | 2008. november 22.   | Kolkata, India | Kemény  | Elora Dabija        | 6–3, 6–1         |
| 6. | 2008. november 30.   | Tojota, Japán  | Szőnyeg | Kszenyija Likina    | 6–1, 6–3         |
| 7. | 2010. október 4.     | Tojota, Japán  | Kemény  | Jill Craybas        | 6–3, 7–5         |
| 8. | 2011. november 6.    | Tajpej, Tajvan | Kemény  | Date Kimiko         | 6–2, 6–2         |

### Páros (3)
|    | Dátum             | Torna          | Borítás | Partner        | Ellenfél a döntőben              | Döntő eredménye |
| 1. | 2007. május 6.    | Gifu, Japán    | Szőnyeg | Szugijama Ai   | Iidzsima Kumiko Okamoto Szeiko   | 6–1, 3–6, 6–0   |
| 2. | 2007. május 13.   | Fukuoka, Japán | Szőnyeg | Jonemura Akiko | Fudzsivara Rika Namigata Dzsunri | 6–2, 6-2        |
| 3. | 2009. október 10. | Tokió, Japán   | Kemény  | Csan Jung-zsan | Date Kimiko Fudzsivara Rika      | 6–2, 6–4        |

## Eredményei Grand Slam-tornákon

### Egyéniben
| Grand Slam | Australian Open | Australian Open      | Roland Garros  | Roland Garros     | Wimbledon      | Wimbledon          | US Open        | US Open                 |
| Év         | Eredmény        | Utolsó ellenfél      | Eredmény       | Utolsó ellenfél   | Eredmény       | Utolsó ellenfél    | Eredmény       | Utolsó ellenfél         |
| 2007       | Selejtező (Q2)  | Taccjana Pucsak      | Selejtező (Q1) | Anne Keothavong   | 1. kör         | Mara Santangelo    | Selejtező (Q1) | Melanie Oudin           |
| 2008       | Selejtező (Q3)  | Marta Domachowska    | 1. kör         | Szávay Ágnes      | Selejtező (Q1) | Zuzana Ondrášková  | Selejtező (Q1) | Anasztaszija Pivovarova |
| 2009       | 1. kör          | Tatjana Malek        | 1. kör         | Tathiana Garbin   | 1. kör         | Aravane Rezaï      | 1. kör         | Sorana Cîrstea          |
| 2010       | 1. kör          | Carla Suárez Navarro | 1. kör         | Kirsten Flipkens  | 2. kör         | Dominika Cibulková | 1. kör         | Francesca Schiavone     |
| 2011       | 3. kör          | Peng Suaj            | 2. kör         | Yanina Wickmayer  | 1. kör         | Tamira Paszek      | 1. kör         | Laura Robson            |
| 2012       | 1. kör          | Petra Cetkovská      | 2. kör         | Marija Sarapova   | 2. kör         | Peng Suaj          | 2. kör         | Cvetana Pironkova       |
| 2013       | 3. kör          | Serena Williams      | 1. kör         | Julija Putyinceva | 1. kör         | Marina Eraković    | –              | –                       |
| 2014       | 2. kör          | Jelena Janković      | –              | –                 | –              | –                  | –              | –                       |
| 2015       | –               | –                    | –              | –                 | Selejtező (Q1) | Hibino Nao         | –              | –                       |

## Év végi világranglista-helyezései
| Év     | 2005 | 2006 | 2007 | 2008 | 2009 | 2010 | 2011 | 2012 | 2013 | 2014 | 2015 | 2016 | 2017 |
| Egyéni | 314. | 182. | 140. | 118. | 72.  | 76.  | 47.  | 87.  | 61.  | 246. | 782. | –    | 838. |
| Páros  | 523. | 444. | 134. | 74.  | 133. | 125. | 120. | 222. | 328. | –    | –    | –    | –    |